# Luis Vega Torres
Luis Emigdio Vega Torres, född 2 november 1998, är en kubansk simmare.
Vega Torres tävlade för Kuba vid olympiska sommarspelen 2016 i Rio de Janeiro, där han blev utslagen i försöksheatet på 400 meter medley. Vid olympiska sommarspelen 2020 i Tokyo slutade Vega Torres på 31:a plats på 200 meter fjärilsim och på 29:e plats på 400 meter medley.